# Studénky
Studénky (německy Klein Studnitz) je malá vesnice, část obce Puklice v okrese Jihlava. Nachází se asi 1,5 km na severozápad od Puklic. V roce 2009 zde bylo evidováno 50 adres. V roce 2001 zde trvale žilo 151 obyvatel.
Studénky je také název katastrálního území o rozloze 4,56 km2.

## Název
Název se vyvíjel od varianty Studenka (1369), Parva Studnitz (1386), Klein Studnicz (1419), Klein Studnitz (1479), Studenky (1497), Klein Studnitz (1718), Studinky (1720), Studnitz (1751), Studnitz, Klein Stunitz a Studinky (1798), Klein Studnitz a Studinka (1846), Klein Studnitz a malá Studnice (1850), Klein Studnitz, Malá Studnice a Studénka (1872), Studénky (1881), Kleinstudnitz, Malá Studnice, Studničky (1906), Kleinstudnitz (1915) až k podobám Studénky a Klein Studnitzz v roce 1924. Množné číslo v názvu je z pozdější doby. Místní jméno vzniklo zdrobnělinou ke slovu studně.

## Historie
První písemná zmínka o obci pochází z roku 1359.
V letech 1869–1920 byly osadou Kosova, od roku 1921 přísluší k Puklicím.

## Přírodní poměry
Studénky leží v okrese Jihlava v Kraji Vysočina. Nachází se 2 km severozápadně od Puklic a 6 km jihovýchodně od Jihlavy. Geomorfologicky je oblast součástí Česko-moravské subprovincie, konkrétně Křižanovské vrchoviny a jejího podcelku Brtnická vrchovina, v jehož rámci spadá pod geomorfologický okrsek Puklická pahorkatina. Nadmořská výška ve Studénkách naproti rybníku činí 573 metrů, na okrajích vesnice 580 metrů. Nejvyšší bod, Holý vrch (660 m n. m.), leží na západní hranici katastru. V severní části stojí Cahův vrch (592 m). Ve vsi se nachází rybník.

## Obyvatelstvo
Podle sčítání 1930 zde žilo v 24 domech 156 obyvatel. 102 obyvatel se hlásilo k československé národnosti a 54 k německé. Žilo zde 155 římských katolíků.
| Rok            | 1869 | 1880 | 1890 | 1900 | 1910 | 1921 | 1930 | 1950 | 1961 | 1970 | 1980 | 1991 | 2001 | 2011 |
| -------------- | ---- | ---- | ---- | ---- | ---- | ---- | ---- | ---- | ---- | ---- | ---- | ---- | ---- | ---- |
| Počet obyvatel | 135  | 143  | 135  | 130  | 120  | 113  | 156  | 137  | 170  | 158  | 154  | 150  | 151  | 152  |

## Hospodářství a doprava
V obci sídlí firmy ORTEC ČR, s.r.o. a F & J, výrobní a obchodní společnost, spol. s r.o. Obcí prochází silnice III. třídy č. 4051 do Puklic. Dopravní obslužnost zajišťují dopravci ICOM transport a TRADO-BUS. Autobusy jezdí ve směrech Třebíč, Brtnice, Jihlava, Přímělkov, Puklice, Kamenice, Řehořov, Měřín, Velké Meziříčí, Dolní Smrčné, Želetava, Předín a Kněžice. Obcí prochází žlutě značená turistická trasa.

## Pamětihodnosti
- Kaple na návsi
- Smírčí kříž se nachází cca 1,2 km Z od obce, u silnice Jihlava - Příseka
- Krucifix při čp. 21
- Boží muka leží SZ od obce, vpravo při silnici na Jihlavu
- Smírčí kámen stojí cca 1,2 km Z od obce, u silnice Jihlava - Příseka